# Kràsnaia Ulka
Kràsnaia Ulka - Красная Улька (rus) - és un khútor de la República d'Adiguèsia, a Rússia. Es troba a la vora esquerra del riu Ulka, a 20 km al nord de Tulski i a 11 km al nord-est de Maikop.
Pertanyen a aquest municipi els khútors de Volni, Grajdanski, Kalinin, Komintern i Tkatxov.